# Хугбалд I фон Дилинген
Хугбалд I или Хупалд I фон Дилинген (на немски: Hugbald I von Dillingen; Hupald I von Dillingen; Hupold; на латински: Hupaldus, Hucpoldus comes; † 16 юли 909) е граф на Дилинген.

## Произход
Той произлиза от благородническия род Хупалдинги. Хугбалд е единственият син на граф Хартман. Роднина е на Адалберо, епископ на Аугсбург (887 – 909).
Умира на 16 юли 909 г. и е погребан във Витизлинген.

## Фамилия
Хугбалд I фон Дилинген се жени за Дитпирх (или Дитбурга, също Титбурга, † сл. 923), дъщеря на Бурхард от германската кралска фамилия Бурхардинги. Те имат пет деца:
- Дитвалд фон Дилинген († 10 август 955), убит в битката при Лехфелд, баща на Ривин I фон Дилинген († сл. 973)
- Улрих (* 890; † 4 юли 973), епископ на Аугсбург (923 – 973)
- Манеголд I († 955)
- дъщеря († сл. 926), монахиня в Бухау (926).
- Лютгард, омъжена за Пайер († сл. 973)